# Szent Mihály és Gábriel arkangyalok fatemplom (Almásrákos)
Az almásrákosi Szent Mihály és Gábriel arkangyalok fatemplom műemlékké nyilvánított épület Romániában, Szilágy megyében. A romániai műemlékek jegyzékében az  SJ-II-m-A-05101 sorszámon szerepel.